# Meine Tochter – Figlia Mia
Meine Tochter – Figlia Mia ist ein Spielfilm von Laura Bispuri aus dem Jahr 2018. Das Melodram basiert auf einem Originaldrehbuch der italienischen Regisseurin, das sie gemeinsam mit Francesca Manieri verfasste. Im Mittelpunkt der Handlung steht ein kleines, sardisches Mädchen (dargestellt von Sara Casu), das einer jungen Frau (Alba Rohrwacher) begegnet, die ein Geheimnis mit ihrer Mutter (Valeria Golino) teilt.
Der Film wurde im Rahmen der 68. Berlinale am 18. Februar 2018 uraufgeführt. Der deutsche Kinostart ist am 31. Mai 2018.

## Handlung
Sardinien, in der Gegenwart: Die neunjährige Vittoria wächst bei ihren Eltern Tina und Umberto in einem abgelegenen Dorf auf. Bei einem Rodeo-Wettbewerb fällt dem rothaarigen Mädchen die blonde Angelica auf, die betrunken mit einem Mann anzubändeln versucht. Tatsächlich kennen sich Vittorias fürsorgliche Mutter und die unter einem Alkoholproblem leidende Angelica. Tina besucht die Frau schon lange auf ihrem heruntergekommenen Hof, wo Angelica mit einigen alten Pferden und einem treuen Hund in den Tag hineinlebt. Angelica hat mit der Zeit über 28.000 Euro Schulden angehäuft, weshalb ihr eine Zwangsräumung droht. Daher beschließt sie, zur Erleichterung Tinas, ihren Hof in einem Monat zu räumen und auf das italienische Festland zurückzuziehen.
Tina folgt einer Bitte Angelicas und bringt eines Tages Vittoria mit auf den Hof. Das Mädchen begeistert sich für die Tiere und beginnt Angelica heimlich Besuche abzustatten. Es folgen gemeinsame Ausflüge der beiden, u. a. ins Supramonte-Gebirge und zum Schwimmen im Meer. Angelica versucht Vittoria ihre Höhenangst zu nehmen und ihr das Tauchen beizubringen. Sie beginnen sich einander anzunähern. Tina kommt durch Zufall hinter die Treffen und befürchtet, Vittoria zu verlieren, da Angelica in Wahrheit ihre leibliche Mutter ist. Im Gegenzug hatte Tina ihr fortwährende Unterstützung zugesichert. Sie fordert Angelica, die zwischenzeitlich in der Fischfabrik anfängt, in der auch Tina und Umberto arbeiten, mehrfach dazu auf, abzureisen. Doch Angelica geht nicht darauf ein. Auch nicht, als Tina ihr die gesamten finanziellen Ersparnisse der Familie anbietet, was zu Streit mit Umberto führt.
Vittoria ist sich bald darüber im Klaren, wer ihre leibliche Mutter ist. Tina versucht ihre Bindung zu Angelica zu zerstören. Sie nimmt Vittoria am Abend vor ihrem 10. Geburtstag mit in Angelicas Stamm-Lokal, wo sie sie betrunken bei sexuellen Handlungen mit einem potentiellen Freier ertappen. Das Mädchen wirft sich aber zwischen Angelica und den Mann und beschließt fortan bei ihrer leiblichen Mutter zu leben. Trotz des Bruchs mit ihrer Tochter richtet Tina die geplante Geburtstagsparty am nächsten Tag ohne Vittoria aus. Vittoria vermisst bald zum Ärger Angelicas ihre Adoptivmutter. Als beide zu einer Nekropole im Gebirge aufbrechen, wo Angelica nach einem Tipp in der Bar eine versteckte Geldquelle vermutet, kommt es zu einem heftigen Streit. Vittoria weigert sich in eine enge Felsspalte zu klettern, verflucht Angelica und flüchtet.
Die verzweifelte Angelica sucht nach Vittoria und kehrt auf ihren Hof zurück, wo sie mit dem wütenden Pferdehändler Bruno konfrontiert wird, dem sie noch Geld schuldet. Bruno schlägt sie nieder. Vittoria kehrt in der Zwischenzeit zur Felsspalte zurück. Sie klettert hinein, ihre Suche bleibt aber erfolglos. Als sie zu Angelicas Hof zurückkehrt, findet sie ihre leibliche Mutter verletzt und ohnmächtig vor. Daraufhin versucht sie Angelica mit Hilfe eines Teppichs zu transportieren. In den Dünen treffen beide auf die verzweifelte Tina, die in ihrem Auto nach den beiden gesucht hat. Während Tina die benommene Angelica beim Gehen stützt, erzählt die aufgeregte Vittoria den beiden von ihrem Abstieg in die Felsspalte. Sie zieht sich das Hemd aus und beginnt kämpferisch das Lauftempo der drei zu bestimmen.

## Rezeption
Der Film erhielt im internationalen Kritikenspiegel der britischen Fachzeitschrift Screen International 2,2 von 4 möglichen Sternen und belegte damit unter allen Wettbewerbsfilmen Platz 11 von 19, während Wes Andersons Animationsfilm Isle of Dogs – Ataris Reise (3,3) die Rangliste anführte.

## Auszeichnungen
- Nominierung im Hauptwettbewerb um den Goldenen Bären bei der Berlinale 2018